# Pararhadinaea melanogaster
Pararhadinaea melanogaster — вид змій родини Pseudoxyrhophiidae. Ендемік Мадагаскару. Це єдиний представник монотипового роду Pararhadinaea.

## Підвиди
Виділяють два підвиди:
- Pararhadinaea melanogaster marojejyensis Domergue, 1984;
- Pararhadinaea melanogaster melanogaster Boettger, 1898.

## Поширення і екологія
Pararhadinaea melanogaster мешкають у кількох місцевостях на півночі острова Мадагаскар та на сусідньому острові Нусі-Бе. Вони живуть в сухих і перехідних тропічних лісах, серед опалого листя. Живляться дрібними безхребетними.

## Збереження
МСОП класифікує цей вид як вразливий. Pararhadinaea melanogaster загрожує знищення природного середовища.